# Portulaca pygmaea
Portulaca pygmaea är en portlakväxtart som beskrevs av J.A. Steyermark. Portulaca pygmaea ingår i släktet portlaker, och familjen portlakväxter. Inga underarter finns listade i Catalogue of Life.